# Bottentjärnen (Borgsjö socken, Medelpad)
Bottentjärnen är en sjö i Ånge kommun i Medelpad och ingår i Ljungans huvudavrinningsområde.